# Glossaire des insectes
- Haut – A
- B
- C
- D
- E
- F
- G
- H
- I
- J
- K
- L
- M
- N
- O
- P
- Q
- R
- S
- T
- U
- V
- W
- X
- Y
- Z

## A
- Abdomen, troisième section de l'anatomie des insectes.
- Acetabulum, fossette ou cavité dans laquelle vient se loger un appendice ou une partie d'appendice au repos.
- Acide formique, existe dans le dard et les piqûres de plusieurs insectes de l'ordre des hyménoptères.
- Aculéate, muni d'un aiguillon.
- Acuminé, terminé en pointe.
- Aedeage, un des éléments de l'armature génitale mâle. Au niveau du pénis, suit le phallobase.
- Aiguillon, dard de certains insectes.
- Aile de l'insecte, système complexe, parmi les différentes pièces d'une aile on trouve : la nervure costale, la cellule costale, la nervure marginale, la cellule médiane, la nervure postmarginale, le ptérostigma, la nervure radiale, la cellule radiale, la nervure sous-costale, la nervure submarginale, la nervure stigmale et le stigma.
- Alaire, qui a rapport aux ailes; qui concerne les ailes.
- Anal, partie postérieure du corps ou d'un organe. Nervure anale : sixième nervure longitudinale de l'aile d'un insecte.
- Anneli, premiers articles du flagelle, étroits et annulaires sur les antennes.
- Antenne, système complexe porté sur la tête.
- Apex, extrémité d'un organe; partie d'une pièce, d'un article ou d'un segment opposé à la base par laquelle il est attaché.
- Apode, dépourvu de pattes.
- Appareil buccal
- Appendice, prolongement latéral mobile et articulé du corps.
- Aptère, dépourvu d'ailes.
- Arista, soie sensorielle présente sur l'article terminal de l'antenne des Diptera Brachycera.
- Arolium, pièce des pattes, petit lobe médian du tarse au niveau des griffes.
- Article, pièce constitutive d'une antenne.
- Atrium génital, pièce génitale femelle chez les insectes.
- Axilla, pièce des aisselles.

## B
- Balancier, chez les Diptères, organes allongés qui ont pris la place des ailes postérieures (Syn. Haltère).
- Bipectiné, qualifie des appendices, en particulier l'antenne, lorsque chaque article possède deux processus latéraux.
- Bulbe génital, appellation de l'équivalent du pénis chez les insectes. Est synonyme de édéage.

## C
- Carène, arête ou quille plus ou moins élevée, plus ou moins tranchante.
- Cellule :
  1. partie de l'aile (voir Système Comstock-Needham).
  2. loge de rangement pour les larves des hyménoptères sociaux.
- Cerque, appendice situé à l'extrémité de l'abdomen et qui joue un rôle dans l'accouplement.

- Chaperon, partie de la tête de l'insecte située en dessous du front.
- Chenille, larve des lépidoptères.
- Cléthrophage, qui se nourrit de graines sèches.
- Clypeus, pièce qui recouvre en partie les pièces buccales, à la base des antennes.
- Collophore ou tube ventral, organe régulateur de la pression osmotique chez les collemboles.
- Collum, pièce de l'arrière de la tête, correspondant au col.
- Corie (fém.) ou corium (masc.), partie dure de l’élytre chez les hétéroptères.
- Cornicule, cerque modifié des aphides servant à l'autodéfense.
- Cosmopolite, insecte que l'on retrouve dans presque toutes les parties du monde.
- Coxa, mot signifiant hanche, pièce des pattes.
- Cremaster, dernier segment abdominal modifié chez la chenille pour s'encrer au support lors de la nymphose.
- Cténidie, chez les puces, épines alignées en peignes présentes au niveau de la tête et/ou du thorax. Certains pulicidés ont une cténidie céphalique à la tête et une cténidie prothoracique postérieurement au premier segment du thorax, d'autres n'ont que la cténidie prothoracique, d'autres n'en ont pas.

## E
- Écusson, ou scutellum, petite plaque triangulaire ou arrondie placée à la base des élytres, à l'origine de la suture.
- Edéage, appellation de l'équivalent du pénis chez les insectes. Est synonyme de bulbe génital.
- Élytre, aile antérieure coriace, très rigide, inapte au vol des Coléoptères et des Orthoptères. La paire d'élytres protège les ailes postérieures membraneuses, seules aptes au vol.
- Embolium (masc.), bande étroite de la zone durcie de l'aile antérieure (zone appelée corie), qui borde la première nervure (la costa) et se trouve séparée du reste de l'aile chez certains Hétéroptères.
- Empodium, pièce unique centrale située à l'extrémité de la patte des moustiques, sur le 5e tarsomère.
- Éperon, pointe sur les pattes.
- Éperon apical, pièce des pattes.
- Éperon tibial, pièce des pattes.
- Épicrâne, partie supérieure de la tête.
- Épicuticule, couche externe très mince de la cuticile des insectes.
- Épistome, partie de la tête séparant la base des antennes de la cavité buccale.
- Exsudat, substance qui suinte. Substance muqueuse, séreuse qui transsude un tissu.
- Exuvie, dépouille de la larve qui correspond au reste de l'ancienne cuticule après la mue.

## F
- Facié(e), Qui est marqué de bandes
- Fémur, pièce des pattes.
- Flagelle, l'ensemble des articles de l'antenne à partir du troisième article.
- Flagellomère, article du flagelle.
- Foramen, ouverture de la paroi du corps permettant le passage des organes (entre les divers segments du corps)
- Foreur, qui vit à l'intérieur des végétaux (tige, tronc, racine) et s'y nourrit en creusant des galeries.
- Fovéas, dépressions faciales ou latérales de tête, fossette.
- Front, zone comprise entre le haut de la tête (ou vertex) et les insertions des antennes.
- Furca ou furcula, organe fourchu, ou bien apodème pair prenant naissance sur le sternum d'un segment thoracique

## G
- Galea, pièce buccale, appendices des maxilles, plus ou moins allongés, appartenant à la langue.
- Gastre, reste de l'abdomen généralement séparé, chez les Apocrites, du propodéum par une constriction plus ou moins marquée (c'est ce qu'on appelle la taille de guêpe).
- Genitalia, ensemble des pièces de l'armature génitale à l'extrémité de l'abdomen.
- Glosse, pièce buccale appartenant à la langue.
- Griffe, pièce des pattes.

## H
- Habitus, vue du corps, apparence.
- Haltère, voir balancier.
- Hanche, premier segment, rattaché au thorax et en général court, de la patte des insectes. Il est suivi par le trochanter.
- Hémiélytre, aile antérieure de l'hémiptère dont la première partie est cornée telle un élytre.
- Hétérométabole, s'applique aux insectes à la métamorphose incomplète, sans stade nymphal différencié.

## I
- Idiobionte, qualifie les insectes entomophages qui tuent dans un premier temps leur hôte et déposent leurs œufs sur le cadavre de celui-ci. Ce sont généralement des ectophages relativement polyphages. Les insectes oophages ainsi que les endoparasitoides pupaux relèvent de ce type.
- Imago, forme définitive, adulte, d'un insecte sexué, devenu apte à la reproduction.
- Interstries, espaces qui séparent les stries sur les élytres chez les Coléoptères.

## K
- Koinobiontes, qualifie les insectes parasitoîdes qui maintiennent leur hôte en vie tout au long de leur propre développement jusqu'à leur propre nymphose. Ils sont généralement endoparasites et souvent monophages (parasites spécialisés). Les hyperparasites relèvent souvent de ce groupe biologique.

## L
- Labium, pièce buccale appartenant à la langue.
- Labre, lèvre supérieure (1re pièce buccale), il couvre la base des mandibules et forme la voûte de la cavité buccale des insectes.
- Langue, système complexe, parmi les différentes pièces d'une langue on trouve : le maxille, le palpe maxillaire, la galea, le labium, le paraglosse, la glosse, le palpe labiale.
- Larve, premier stade de développement de l'insecte après l'éclosion de l'œuf.
- Lobe jugal, près de la base du bord postérieur de l'aile postérieure.

## M
- Mandibules, pièces buccales, sclérifiées, tranchantes, plus ou moins développées, constituants la première paire d'appendices buccaux.
- Maxille, pièces buccales (mâchoire).
- Mellifère, qui produit du miel.
- Mélolonthoïde, qualifie les larves des Coléoptères Scarabeiformes blanches, courbées, molles mais avec des pattes bien développés.
- Mentum, un des segments du labium et ui forme, avec le submentum, le postmentum.
- Méron, sclérite mésothoracique chez les Diptères.
- Mésonotum, sclérite de la face dorsale du mésothorax.
- Mésopleure, sclérite latérale du Mésothorax.
- Mésoscutum, sclérite dorsale du Mésothorax.
- Mésternum, sclérite de la face ventrale du mésothorax.
- Mésothorax, deuxième segment thorax, il porte la deuxième paire de pattes.
- Métanotum, sclérite de la face dorsale du métathorax.
- Métapleure, sclérite latérale du métathorax.
- Métasternum, sclérite de la face ventrale du métathorax.
- Métathorax, troisième segment du thorax, il porte la deuxième paire d'ailes et la troisième paire de pattes.
- Miellat, exsudation, liquide sucré plus ou moins visqueux excrété par divers insectes suceurs de sève (puceron), et récolté par les abeilles pour former le miel de forêt.
- Mue, changements qui s'opèrent à des périodes déterminées, nécessaire à la croissance.

## N
- Nécrophage, qui se nourrit de cadavres d'animaux.
- Nervures, tube chitineux formant un épaississement constituant un réseau complexe sur l'aile et qui délimitent un certain nombre de cellules.
- Notaule, sillons longitudinaux au niveau du mésoscutum, en particulier chez les hyménoptères.
- Notum, sclérite dorsal d'un segment thoracique de l'insecte.
- Nullipare,femelle qui n'a jamais pondu.
- Nymphe, stade de la vie de l'insecte entre le dernier stade larvaire et l'imago (adulte).Pour les héterométaboles, il ne diffère du stade imago que par le développement incomplet des ailes et des génitalia, à la différence des holométaboles (voir aussi : chrysalide, pupe).
- Nymphose, passage à l'état de nymphe.

## O
- Ocelle (œil), œil simple photorécepteur des insectes placé sur le front ou sur le vertex au nombre de 2 ou 3.
- Ocelle (camouflage), tache arrondie, sur les ailes, dont le centre est d'une autre couleur que la circonférence.
- Occiput, partie postéro-dorsale de la capsule céphalique des insectes, située entre le foramen et le vertex.
- Œil composé, l'œil de la plupart des insectes (et arthropodes) est un œil composé de plusieurs ommatidies.
- Œuf (insecte)
- Ommatidie, œil unitaire formant une facette dans l'œil composé.
- Oothèque, membrane-coque qui protège la ponte (œufs) de certains insectes, notamment les blattes et les mantes.
- Ovariole, tube ovarien dans lequel se déroule la maturation des ovocytes.
- Ovipare, qui pondent des œufs.
- Oviposition, la ponte, l'action de déposer des œufs dans le milieu le plus favorable à leur incubation.
- Ovipositeur, organe généralement long et effilé porté à l'extrémité de l'abdomen, à l'aide duquel de nombreux insectes déposent leurs œufs dans les endroits les plus favorables à leur incubation.

## P
- Palpes, petits appendices des pièces buccales, portant souvent les organes sensoriels du toucher, du goût et de l'odorat :
- Palpe labial, pièce buccale, appartenant à la langue.
- Palpe maxillaire, pièce buccale, appartenant à la langue.
- Paraglosse, pièce buccale, appartenant à la langue.
- Paramères, paire d'appendices latéraux de la phallobase chez les Coléoptères.
- Pédicelle, deuxième article de l'antenne.
- Pétiole, Second segment abdominal, fin et allongé chez certains Hyménoptères.
- Ptérostigma, épaississement du bord antérieur des ailes.
- Ptiline, sac évaginable sur la tête de l'insecte de certaines mouches, et qui les aide à sortir de la pupe.
- Phallobase, partie proximale du phallus.
- Plaque pigidiale
- Pleuron, sclérite du flanc du thorax.
- Polyphage, qui vit indistinctement des substances les plus diverses. Au pluriel, coléoptère du sous-ordre des Polyphaga. Au féminin, chenille du Bombyx de la ronce.
- Postscutellum, pièce de la face dorsale du thorax.
- Prépectus, sclérite triangulaire plus ou moins développée, séparant les tégulas du bord postérieur du pronotum.
- Prognathe, (adjectif) terme désignant une orientation de la tête de l'insecte dans le prolongement de l'axe du corps (ex: cicindèle, Bethylidae).
- Propleure, sclérite latérale du prothorax.
- Pronotum, sclérite de la face dorsale du prothorax.
- Propodéum, premier segment de l'abdomen.
- Prosternum, sclérite de la face ventrale du prothorax.
- Prothorax, premier segment du thorax des insectes, il porte la première paire de pattes.
- Protocérébron, première partie du cerveau.
- Pubescent, se dit d'un organe couvert de poils fins, courts et dressés.
- Pupe, type de nymphe, protégée à l'intérieur d'un cocon de soie sécrétée par la larve elle-même.
- Pygidium, face dorsale du dernier segment de l'abdomen de l'insecte.

## R
- Récliné, tourné vers l'arrière.
- Réticulé, dont la surface est formé de mailles de cellules, délimitées par des lignes surélevé de la cuticule.
- Rhabdome, au niveau de l'ommatidie, organe en baguette formé par la réunion des bordures sensorielles des cellules rétinuliennes.
- Ripicole, qui vit au bord des eaux douces ou saumâtres, courantes ou dormantes.
- Rostre, organe allongé, souvent vulnérant, formé par la réunion ou la coaptation de divers éléments des pièces buccales transformées en stylets. Chez les Coléoptera Curculionidae, partie antérieure allongée du front.

## S
- Scape, l'article le plus basal de l'antenne (1er article).
- Scapule
- Sclérite, toute surface durcie, sclérifiée, limitée par des sutures ou des membranes.
- Scutellum, pièce de la face dorsale du mésothorax.
- Séricigène, qui produit de la soie.
- Sessile, se dit d'un gastre non pétiolé (non allongé).
- Sillon subantennaire, minuscule sillon dépressionnaire facial rejoignant le clypéus à la base des antennes sur la tête.
- Siphon, chez les stades aquatiques des insectes à respiration aérienne, tube leur permettant d'accéder à l'air.
- Soie, sécrétion de certaines larves en forme de fil
- Soie, généralement au pluriel "soies", sorte de poils sur le corps de l'insecte.
- Spinule, petite épine.
- Sternite, partie ventrale d'un segment de gastre.
- Sternum, partie ventrale d'un segment de thorax.
- Stigma, pièce de l'aile.
- Stridulement, son aigu produit par certains insectes comme la cigale.
- Stries, sillons longitudinaux que l'on retrouve sur les élytres chez les Coléoptères.
- Stygobie, se dit d'un animal troglobie vivant dans l'eau souterraine ou dans le milieu interstitiel.
- Suture, ligne plus ou moins apparente qui indique le lieu de réunion de deux sclérites.
- Suture ptilinaire, ligne en forme de V inversé, sur la tête de certaines mouches dû à l'existence d'un organe évaginable, la ptiline, servant à l'imago pour sortir de sa pupe.

## T
- Tarse, pièce terminale des pattes.
- Tegmen (pluriel tegmina), l'aile antérieure coriacée des sauterelle et autres insectes telles les blattes.
- Tégula, petites écailles qui protègent la base des ailes antérieures.
- Ténéral, état d'un insecte venant de terminer sa mue imagale où son exosquelette est encore mou et translucide.
- Thélytoque, type d'espèce ou de reproduction parthénogénétique où la descendance issue d'œufs non fécondés est composée uniquement de femelles.
- Tergite, partie dorsale d'un segment de gastre.
- Testacé, membrane qui a la consistance d'une coquille.
- Thorax, deuxième partie de l'anatomie de l'insecte, formé de trois segments (prothorax, mésothorax, et métathorax).
- Tibia, pièce des pattes située entre le fémur et le tarse.
- Trachée, tube chitinisé membraneux et ramifié amenant l'air extérieur aux tissus de l'insecte.
- Trochanter, pièce des pattes reliant le fémur à la coxa. Certains insectes en possèdent deux contigus.
- Troglobie, se dit d'un animal inféodé au milieu souterrain.
- Troglophile, se dit d'un animal qui effectue certaines parties de son cycle de vie dans le milieu souterrain.
- Trogloxène, se dit d'un animal qui visite le milieu souterrain et cela proche de la zone d'entrée.
- Trophallaxie, nourrissage par échange de nourriture (du grec trophos, « nourriture », et laxis, « échanger »).

## U
- Ubiquiste, qui vit dans des milieux très différents.
- Univoltin, se dit d'un animal qui produit une génération par an (deux générations par an est dit bivoltin, trivoltin pour trois générations, etc.)
- Urogomphe, prolongement fixe ou mobile fixé sur l'un des derniers segments de l'abdomen de certaines larves.

## V
- Vertex, sommet de la voûte crânienne de la tête de l'insecte. Section de l'épicrâne située immédiatement en arrière du front entre les yeux composés. Cette région porte habituellement les ocelles paires.

## X
- Xylophage, qui se nourrit de bois.

## Z
- Zoophage, qui se nourrit d'animaux vivants.